# 国道165号

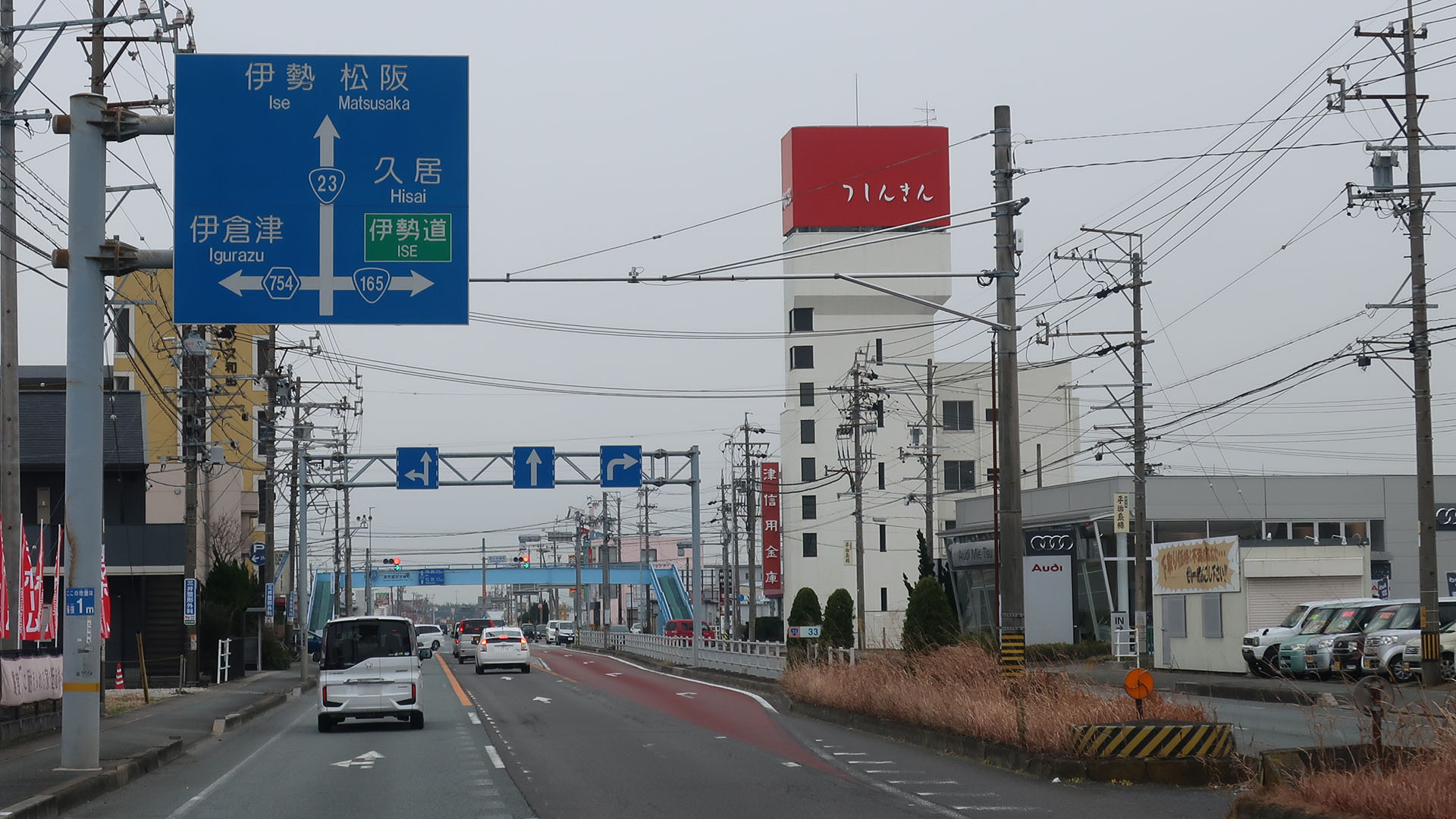
国道165号 終点付近
三重県津市 雲出本郷町交差点付近

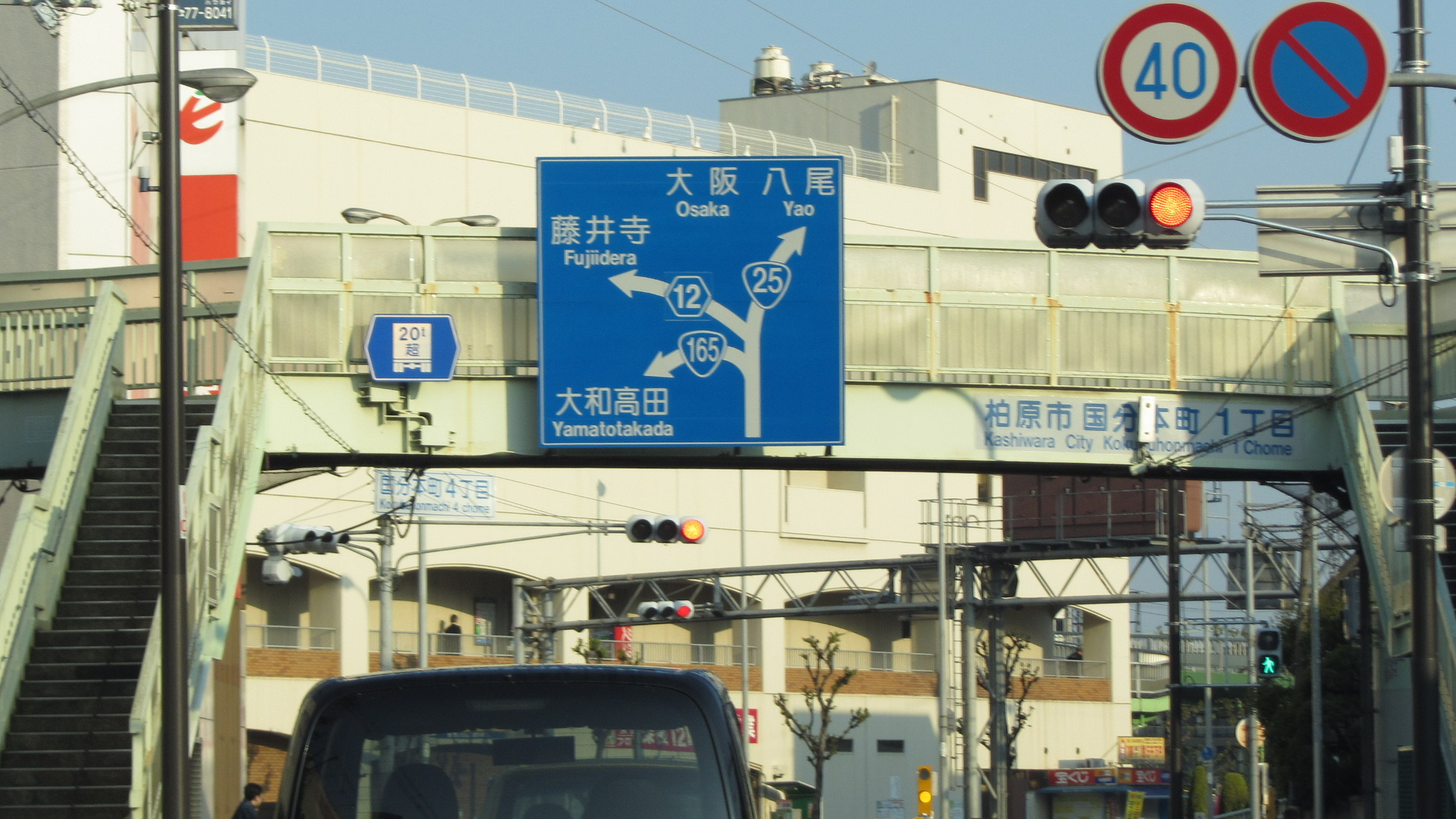
国道25号（重複区間）からの分岐
大阪府柏原市 国分交差点付近

国道165号（こくどう165ごう）は、大阪府大阪市北区から柏原市や奈良県橿原市を経由して、三重県津市に至る一般国道である。

## 概要
起点から近鉄大阪線 河内国分駅前にある柏原市国分南交差点までは国道25号との重複区間となっている。単独区間は大三駅以東を除きほぼ近鉄大阪線と並行している。
かつては起点の梅田新道交差点から橿原市にかけてがいわゆる国直轄の指定区間となっていたが、2008年（平成20年）6月20日に地方分権の一環として策定された地方分権改革推進要綱（第1次） に基づき、一般国道および一級河川の直轄区間の見直しについて国土交通省が都道府県と個別協議を同年10月から順次実施した。その結果、梅田新道交差点から難波西口交差点までの御堂筋が国道25号ほか2国道重用区間3.7 kmが指定区間から除外され、2012年（平成24年）4月1日より管轄を大阪市に移行した。

### 路線データ
一般国道の路線を指定する政令 に基づく起終点および重要な経過地は次の通り。
- 起点：大阪市（北区、梅田新道交差点 = 国道1号・国道25号・国道176号終点、国道2号・国道26号・国道163号起点）
- 終点：津市（雲出本郷町交差点 = 国道23号交点）
- 重要な経過地：八尾市、柏原市、香芝市、奈良県北葛城郡當麻町[注釈 2]、同郡新庄町[注釈 2]、大和高田市、橿原市、桜井市、同県宇陀郡榛原町[注釈 3]、名張市、三重県名賀郡青山町[注釈 4]、久居市[注釈 5]
- 総延長：149.5 km（三重県 54.4 km、大阪府 23.4 km、大阪市 9.6 km、堺市 3.0 km、奈良県 59.0 km）重用延長を含む。[7][注釈 6]
- 重用延長：23.7 km（三重県 0.0 km、大阪府 8.9 km、大阪市 9.6 km、堺市 - km、奈良県 5.2 km）[7][注釈 6]
- 未供用延長：なし[7][注釈 6]
- 実延長：125.8 km（三重県 54.4 km、大阪府 14.5 km、大阪市 - km、堺市 3.0 km、奈良県 53.9 km）[7][注釈 6]
  - 現道：119.0 km（三重県 54.4 km、大阪府 14.5 km、大阪市 - km、堺市 3.0 km、奈良県 47.2 km）[7][注釈 6]
  - 旧道：なし[7][注釈 6]
  - 新道：6.7 km（三重県 - km、大阪府 - km、大阪市 - km、堺市 - km、奈良県 6.7 km）[7][注釈 6]
- 指定区間：大阪市浪速区難波中一丁目6番5 - 橿原市八木町一丁目535番1（難波西口交差点 - 橿原郵便局前交差点）[注釈 7][8]

## 歴史
- 1953年（昭和28年）5月18日 - 二級国道165号大阪津線（大阪市 - 津市）として指定施行[9]。
- 1965年（昭和40年）4月1日 - 道路法改正により一級・二級区分が廃止されて一般国道165号として指定施行[6]。

## 路線状況

### 通称
- 初瀬街道
  - （奈良県桜井市、宇陀市）
  - （三重県名張市、伊賀市、津市）

### バイパス
- 南阪奈道路（大阪府・奈良県）
- 大和高田バイパス（奈良県）

### 重複区間

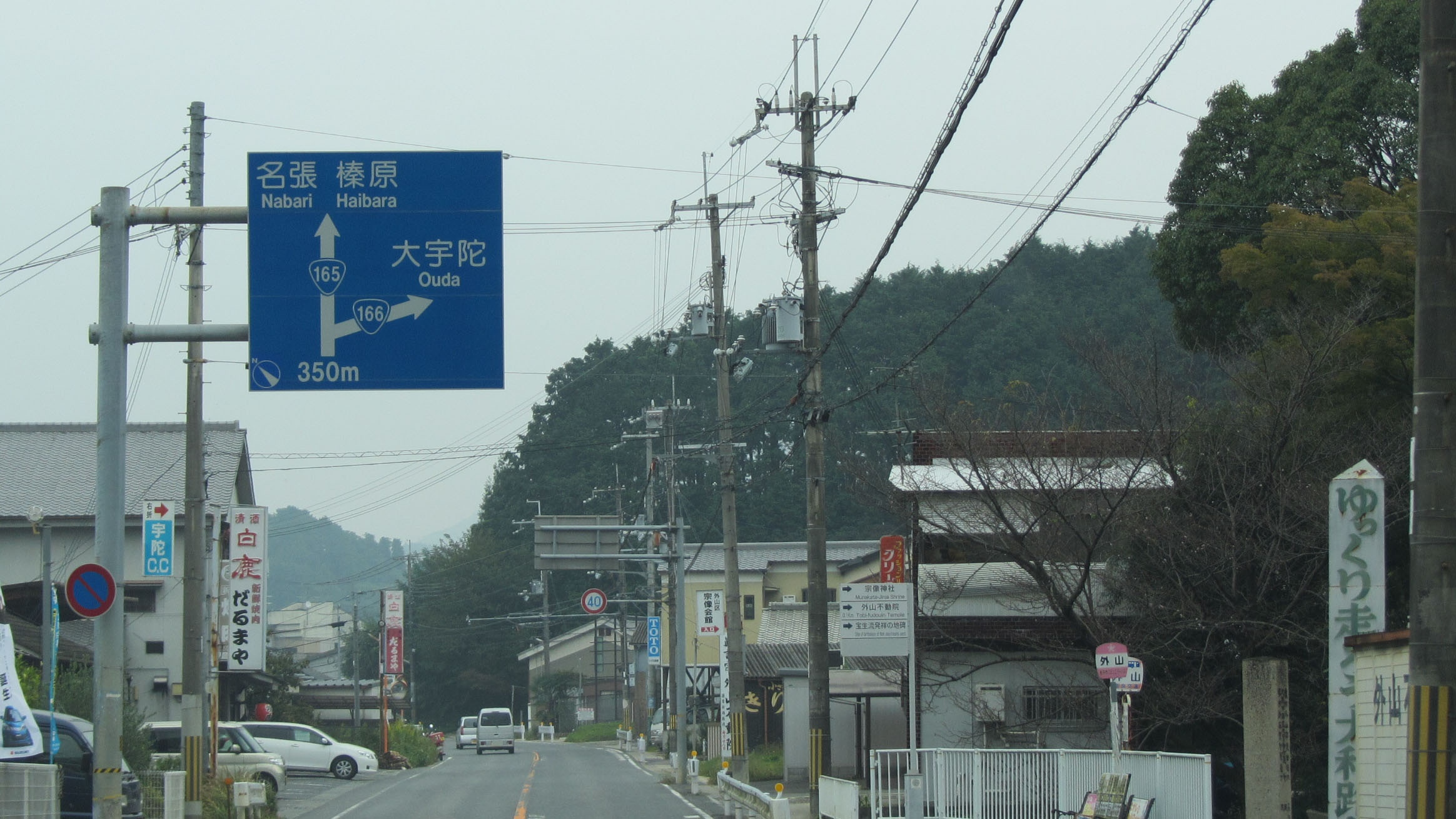
国道166号との分岐（重複区間）
奈良県桜井市外山

- 国道26号（大阪市北区・梅田新道交差点（起点） - 大阪市浪速区・大国交差点）
- 国道25号（大阪市北区・梅田新道交差点（起点） - 柏原市・国分交差点）
- 国道166号南阪奈道路（羽曳野IC - 弁之庄ランプ）
- 国道166号大和高田バイパス（弁之庄ランプ - 東室ランプ）
- 国道168号（大和高田市・旭北町交差点 - 大和高田市・今里交差点）
- 国道166号（大和高田市・旭北町交差点 - 橿原市・曲川町東交差点）
- 国道24号（橿原市・新堂交差点 - 橿原市・橿原郵便局前交差点）
- 国道166号（奈良県橿原市四条町 - 桜井市・外山交差点）
- 国道169号（橿原市・兵部町交差点 - 桜井市・谷交差点）
- 国道369号・国道370号（宇陀市・萩原交差点 - 宇陀市・福地交差点）
- 国道422号（三重県・名張市蔵持町原出 - 伊賀市・阿保交差点）

### 道路施設

#### 道の駅
- 奈良県
  - ふたかみパーク當麻（葛城市）
  - 宇陀路 室生（宇陀市）

## 地理

### 通過する自治体
- 大阪府
  - 大阪市（北区 - 浪速区 - 東住吉区 - 平野区） - 八尾市 - 柏原市
- 奈良県
  - 香芝市 - 葛城市- 大和高田市 - 橿原市 - 桜井市 - 宇陀市
- 三重県
  - 名張市 - 伊賀市 - 津市

### 交差する道路
| 交差する道路                                                    | 交差する場所 | 交差する場所 | 交差する場所 | 交差する場所                           | 備考                                                                          |
| --------------------------------------------------------------- | ------------ | ------------ | ------------ | -------------------------------------- | ----------------------------------------------------------------------------- |
| 国道1号 国道2号＜曽根崎通＞ 国道176号                           | 大阪府       | 大阪市       | 北区         | 梅田新道交差点                         | ここから柏原市国分まで 国道25号と重複                                         |
| 国道423号＜新御堂筋＞                                           | 大阪府       | 大阪市       | 北区         | 梅新南                                 | ※国道423号は流入のみ                                                          |
| 国道173号＜本町通＞                                             | 大阪府       | 大阪市       | 中央区       | 本町3                                  |                                                                               |
| 大阪市道築港深江線＜中央大通＞                                  | 大阪府       | 大阪市       | 中央区       | 船場中央3（東行）・久太郎町3（西行）   |                                                                               |
| 国道308号＜長堀通＞                                             | 大阪府       | 大阪市       | 中央区       | 新橋                                   |                                                                               |
| 大阪市道難波境川線＜千日前通＞                                  | 大阪府       | 大阪市       | 中央区       | 難波                                   |                                                                               |
| 大阪市道南北線＜四つ橋筋＞ 大阪市道浪速鶴町線＜大浪通＞         | 大阪府       | 大阪市       | 浪速区       | 元町2                                  |                                                                               |
| 国道26号                                                        | 大阪府       | 大阪市       | 浪速区       | 大国                                   |                                                                               |
| 大阪府道102号恵美須南森町線＜堺筋＞                             | 大阪府       | 大阪市       | 浪速区       | 恵美須                                 |                                                                               |
| 大阪市道天神橋天王寺線＜松屋町筋＞                              | 大阪府       | 大阪市       | 天王寺区     | 天王寺公園北口                         |                                                                               |
| 大阪府道30号大阪和泉泉南線＜谷町筋＞                            | 大阪府       | 大阪市       | 天王寺区     | 四天王寺前（東行）・四天王寺南（西行） | ※一心寺前交差点〜北河堀交差点間は、東行・西行がそれぞれ一方通行道路として分離 |
| 大阪市道赤川天王寺線＜上町筋＞ 大阪府道28号大阪高石線＜上町筋＞ | 大阪府       | 大阪市       | 天王寺区     | 北河堀                                 |                                                                               |
| 大阪府道28号大阪高石線＜あびこ筋＞                              | 大阪府       | 大阪市       | 天王寺区     | 付属天王寺小学校前                     | ※浪速バイパス交差点                                                           |
| 大阪市道上新庄生野線 大阪府道26号大阪狭山線                     | 大阪府       | 大阪市       | 生野区       | 林寺2                                  |                                                                               |
| 大阪府道26号大阪狭山線                                          | 大阪府       | 大阪市       | 東住吉区     | 桑津2                                  | ※浪速バイパス交差点                                                           |
| 大阪市道大阪環状線＜今里筋＞                                    | 大阪府       | 大阪市       | 東住吉区     | 杭全                                   |                                                                               |
| 国道309号                                                       | 大阪府       | 大阪市       | 平野区       | 平野馬場                               |                                                                               |
| 国道479号＜大阪内環状線＞                                       | 大阪府       | 大阪市       | 平野区       | 平野警察署西                           | ※国道479号本線は当交差点の地下を通り、吹田方面とは相互に通行不可              |
| 大阪府道5号大阪港八尾線                                         | 大阪府       | 大阪市       | 平野区       | 平野東1                                |                                                                               |
| 大阪府道2号大阪中央環状線                                       | 大阪府       | 大阪市       | 平野区       | 亀井西（北行）                         |                                                                               |
| 大阪府道2号大阪中央環状線                                       | 大阪府       | 八尾市       | 八尾市       | 亀井東（南行）                         |                                                                               |
| 大阪府道2号大阪中央環状線                                       | 大阪府       | 八尾市       | 八尾市       | 太子堂                                 |                                                                               |
| 国道170号＜大阪外環状線＞                                       | 大阪府       | 八尾市       | 八尾市       | 志紀南                                 | ※国道170号本線は当交差点を跨道橋で通り、高槻方面とは相互に通行不可            |
| 国道170号                                                       | 大阪府       | 八尾市       | 八尾市       | 二俣                                   | ※国道170号高槻方面へはこの交差点より接続                                      |
| 国道170号                                                       | 大阪府       | 柏原市       | 柏原市       | 柏原駅下り                             |                                                                               |
| 国道170号                                                       | 大阪府       | 柏原市       | 柏原市       | 安堂                                   |                                                                               |
| 国道25号 大阪府道12号堺大和高田線                               | 大阪府       | 柏原市       | 柏原市       | 国分                                   |                                                                               |
| 西名阪自動車道柏原IC                                            | 大阪府       | 柏原市       | 柏原市       | 柏原I.C前                              |                                                                               |
| 奈良県道105号中和幹線                                           | 奈良県       | 香芝市       | 香芝市       | 穴虫西                                 |                                                                               |
| 国道168号                                                       | 奈良県       | 香芝市       | 香芝市       | 下田                                   |                                                                               |
| 奈良県道30号御所香芝線                                          | 奈良県       | 葛城市       | 葛城市       | 當麻寺                                 | ※大和高田バイパス交差点                                                       |
| 南阪奈道路新庄出入口 国道166号 奈良県道30号御所香芝線           | 奈良県       | 葛城市       | 葛城市       | 弁之庄ランプ                           | ※大和高田バイパス交差点                                                       |
| 奈良県道5号大和高田斑鳩線                                       | 奈良県       | 大和高田市   | 大和高田市   | 神楽                                   |                                                                               |
| 国道166号                                                       | 奈良県       | 大和高田市   | 大和高田市   | 旭北町                                 |                                                                               |
| 国道166号                                                       | 奈良県       | 大和高田市   | 大和高田市   | 今里                                   |                                                                               |
| 国道24号 国道166号                                              | 奈良県       | 大和高田市   | 大和高田市   | 東室                                   | ※大和高田バイパス交差点、ここから橿原市四条ランプまで国道24号と重複           |
| 奈良県道35号橿原高取線                                          | 奈良県       | 橿原市       | 橿原市       | 曲川町西                               |                                                                               |
| 国道24号＜橿原バイパス＞ 国道166号                              | 奈良県       | 橿原市       | 橿原市       | 曲川町東                               | ※ここから橿原市橿原郵便局前まで国道24号と重複                                 |
| 奈良県道35号橿原高取線                                          | 奈良県       | 橿原市       | 橿原市       | 新堂町東                               |                                                                               |
| 奈良県道35号橿原高取線                                          | 奈良県       | 橿原市       | 橿原市       | 新堂ランプ                             |                                                                               |
| 国道166号                                                       | 奈良県       | 橿原市       | 橿原市       | 四条町                                 |                                                                               |
| 国道169号                                                       | 奈良県       | 橿原市       | 橿原市       | 兵部町                                 |                                                                               |
| 国道24号                                                        | 奈良県       | 橿原市       | 橿原市       | 橿原郵便局前                           |                                                                               |
| 国道169号                                                       | 奈良県       | 橿原市       | 橿原市       | 小房                                   | ※四条道路交差点                                                               |
| 国道169号＜桜井バイパス＞ 奈良県道15号桜井明日香吉野線          | 奈良県       | 桜井市       | 桜井市       | 阿部                                   |                                                                               |
| 国道169号                                                       | 奈良県       | 桜井市       | 桜井市       | 谷                                     |                                                                               |
| 奈良県道37号桜井吉野線                                          | 奈良県       | 桜井市       | 桜井市       | 薬師町                                 |                                                                               |
| 国道166号                                                       | 奈良県       | 桜井市       | 桜井市       | 外山                                   |                                                                               |
| 奈良県道105号中和幹線                                           | 奈良県       | 桜井市       | 桜井市       | （脇本）                               |                                                                               |
| 奈良県道38号桜井都祁線                                          | 奈良県       | 桜井市       | 桜井市       | （出雲）                               |                                                                               |
| 奈良県道38号桜井都祁線                                          | 奈良県       | 桜井市       | 桜井市       | 初瀬                                   |                                                                               |
| 国道370号                                                       | 奈良県       | 宇陀市       | 宇陀市       | 萩原                                   |                                                                               |
| 国道369号                                                       | 奈良県       | 宇陀市       | 宇陀市       | 福地                                   |                                                                               |
| 奈良県道28号吉野室生寺針線                                      | 奈良県       | 宇陀市       | 宇陀市       | 緑川                                   |                                                                               |
| 奈良県道28号吉野室生寺針線                                      | 奈良県       | 宇陀市       | 宇陀市       | 室生寺入口                             |                                                                               |
| 三重県道57号上野名張線                                          | 三重県       | 名張市       | 名張市       | 名張駅口                               |                                                                               |
| 三重県道81号名張曽爾線                                          | 三重県       | 名張市       | 名張市       | （夏見）                               |                                                                               |
| 国道368号                                                       | 三重県       | 名張市       | 名張市       | 蔵持町原出                             |                                                                               |
| 国道422号 三重県道29号松阪青山線                                | 三重県       | 伊賀市       | 伊賀市       | 阿保                                   |                                                                               |
| 三重県道2号伊賀青山線                                           | 三重県       | 伊賀市       | 伊賀市       | 上津                                   |                                                                               |
| 三重県道2号伊賀青山線                                           | 三重県       | 伊賀市       | 伊賀市       | （伊勢路）                             |                                                                               |
| 三重県道28号亀山白山線                                          | 三重県       | 津市         | 津市         | 倭2                                    |                                                                               |
| 三重県道28号亀山白山線                                          | 三重県       | 津市         | 津市         | 倭1                                    |                                                                               |
| 伊勢自動車道久居IC                                              | 三重県       | 津市         | 津市         | （久居明神町）                         |                                                                               |
| 三重県道15号久居美杉線 三重県道55号久居河芸線                   | 三重県       | 津市         | 津市         | 明神町西                               |                                                                               |
| 三重県道118号津久居線                                           | 三重県       | 津市         | 津市         | 北口                                   |                                                                               |
| 三重県道776号久居停車場津線                                     | 三重県       | 津市         | 津市         | (久居新町)                             |                                                                               |
| 国道23号＜中勢バイパス＞                                        | 三重県       | 津市         | 津市         | 高茶屋小森山1                          |                                                                               |
| 三重県道114号上浜高茶屋久居線                                   | 三重県       | 津市         | 津市         | 警察学校西                             |                                                                               |
| 国道23号                                                        | 三重県       | 津市         | 津市         | 雲出本郷町                             |                                                                               |

※ 交差する場所の括弧書きは地名、それ以外は交差点名で表示

## ギャラリー

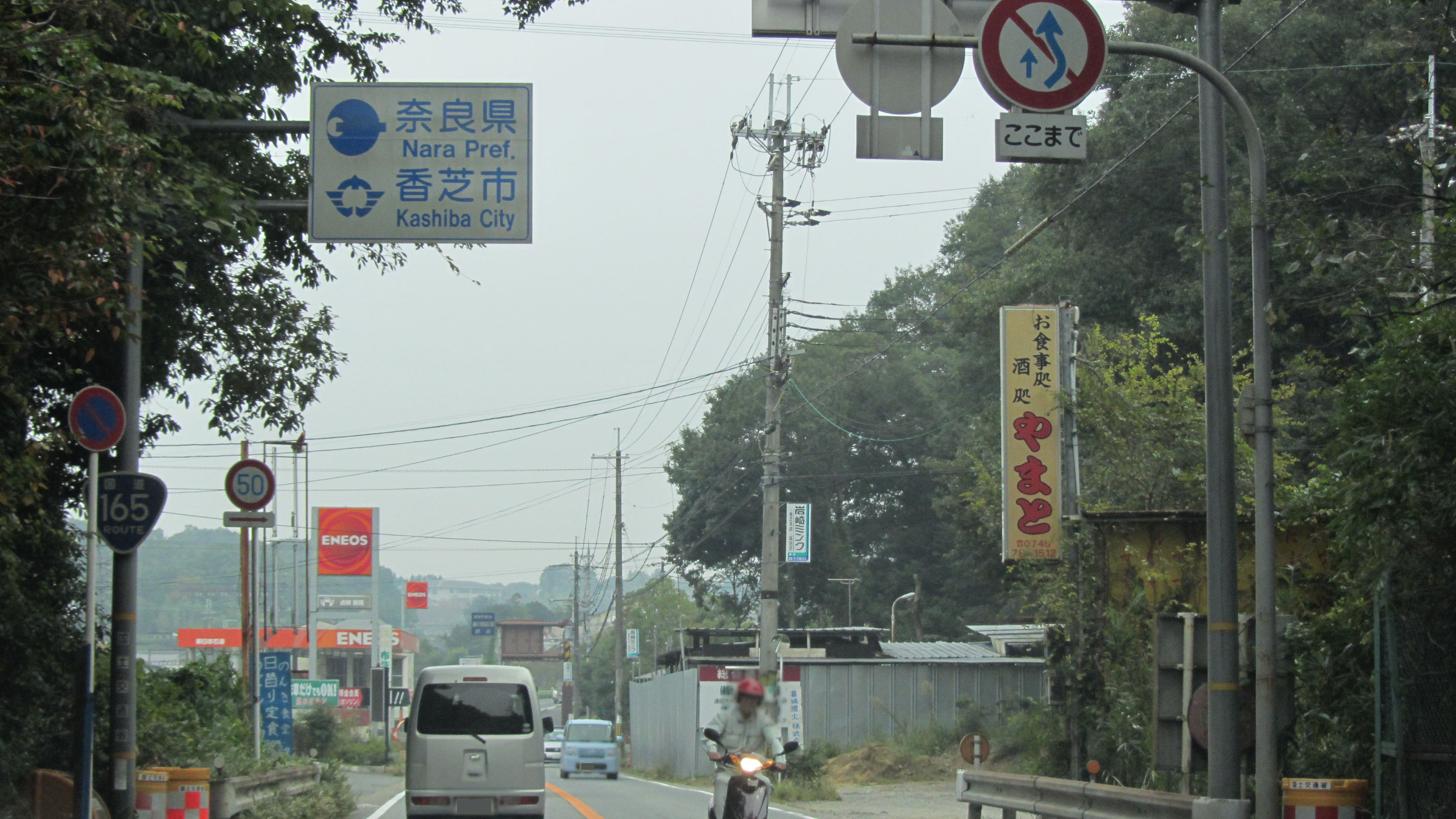
奈良県境 奈良県香芝市田尻
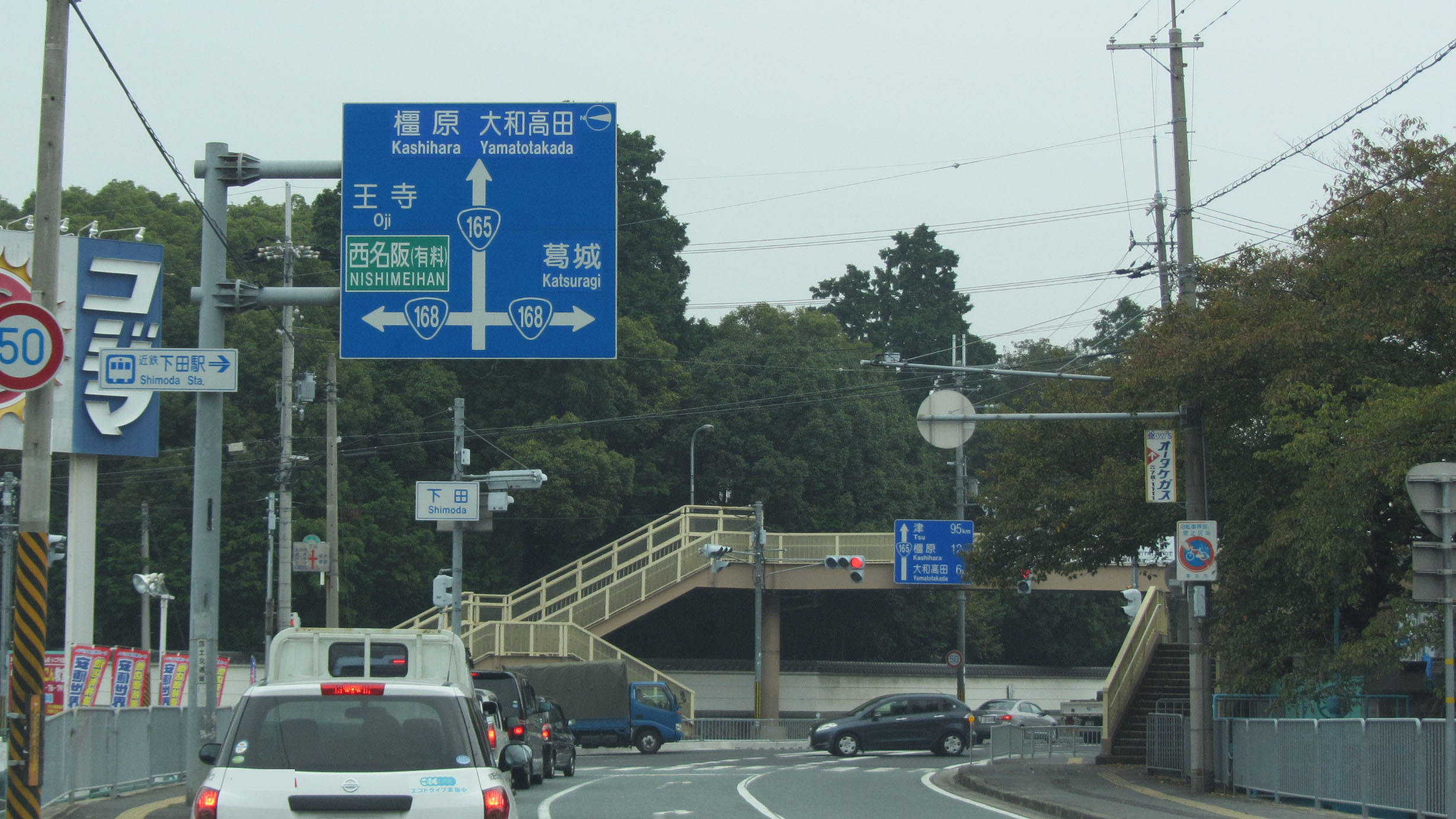
国道168号との交差 奈良県香芝市下田西
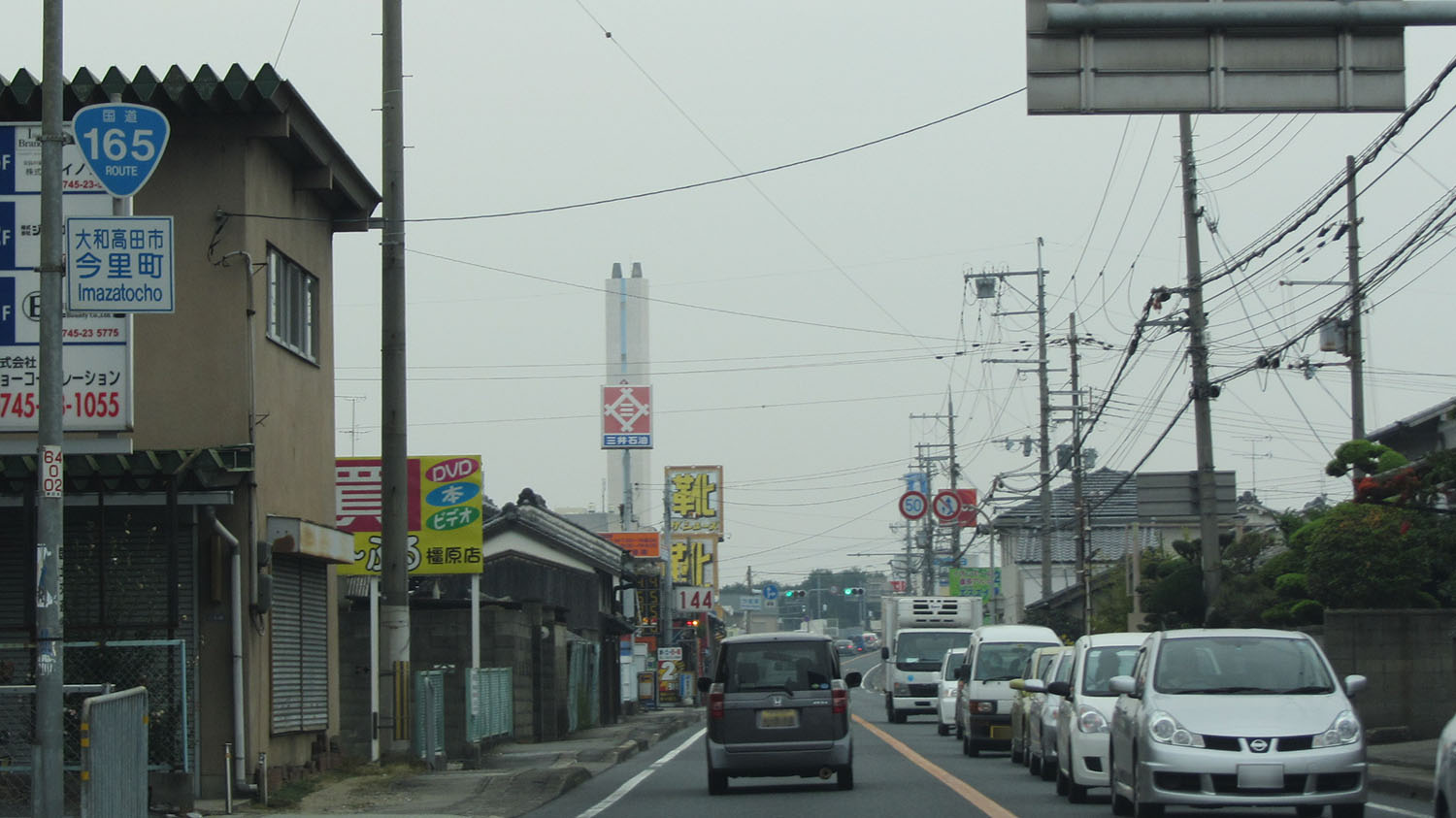
奈良県大和高田市今里町
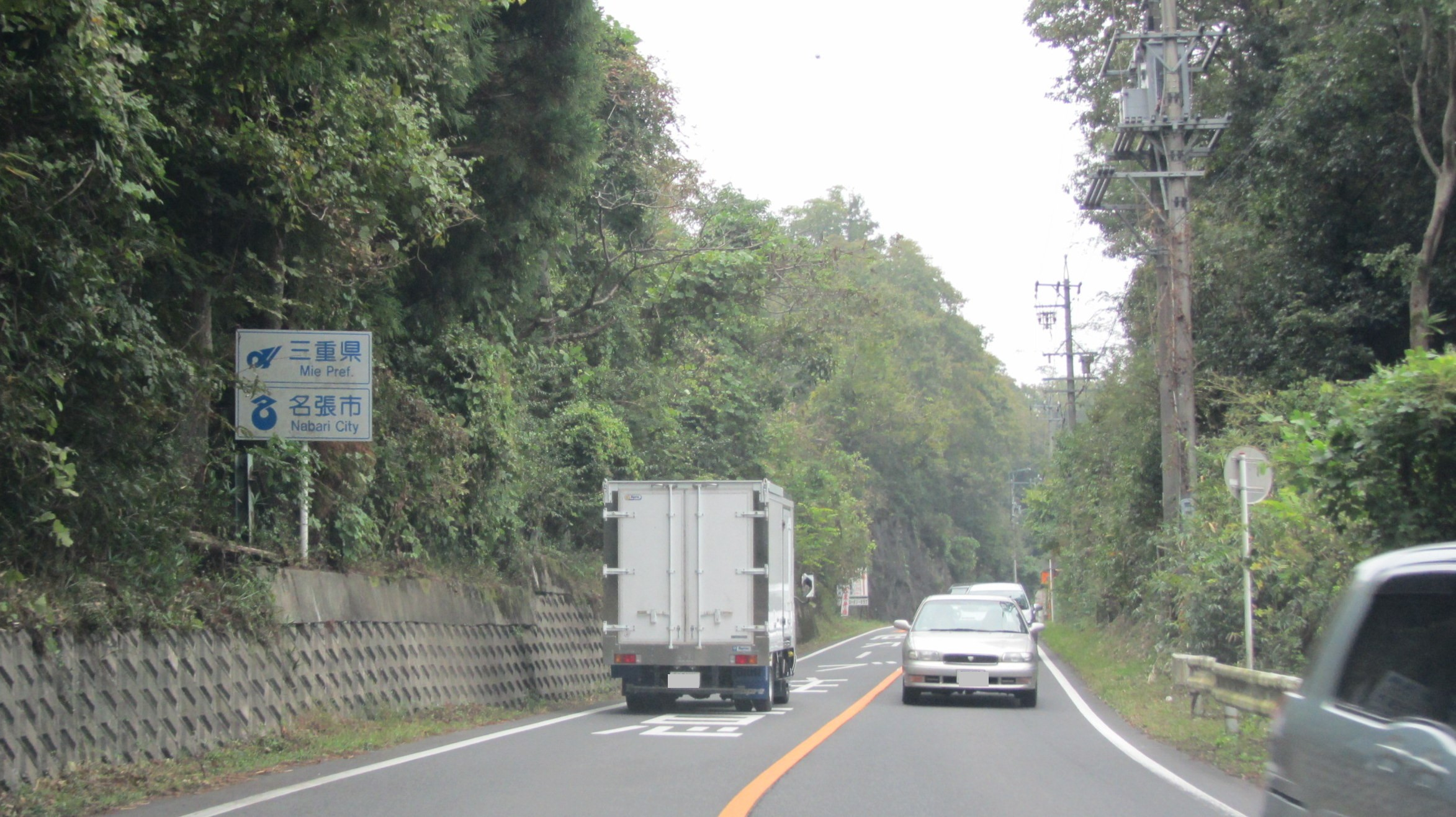
三重県境 三重県名張市安部田
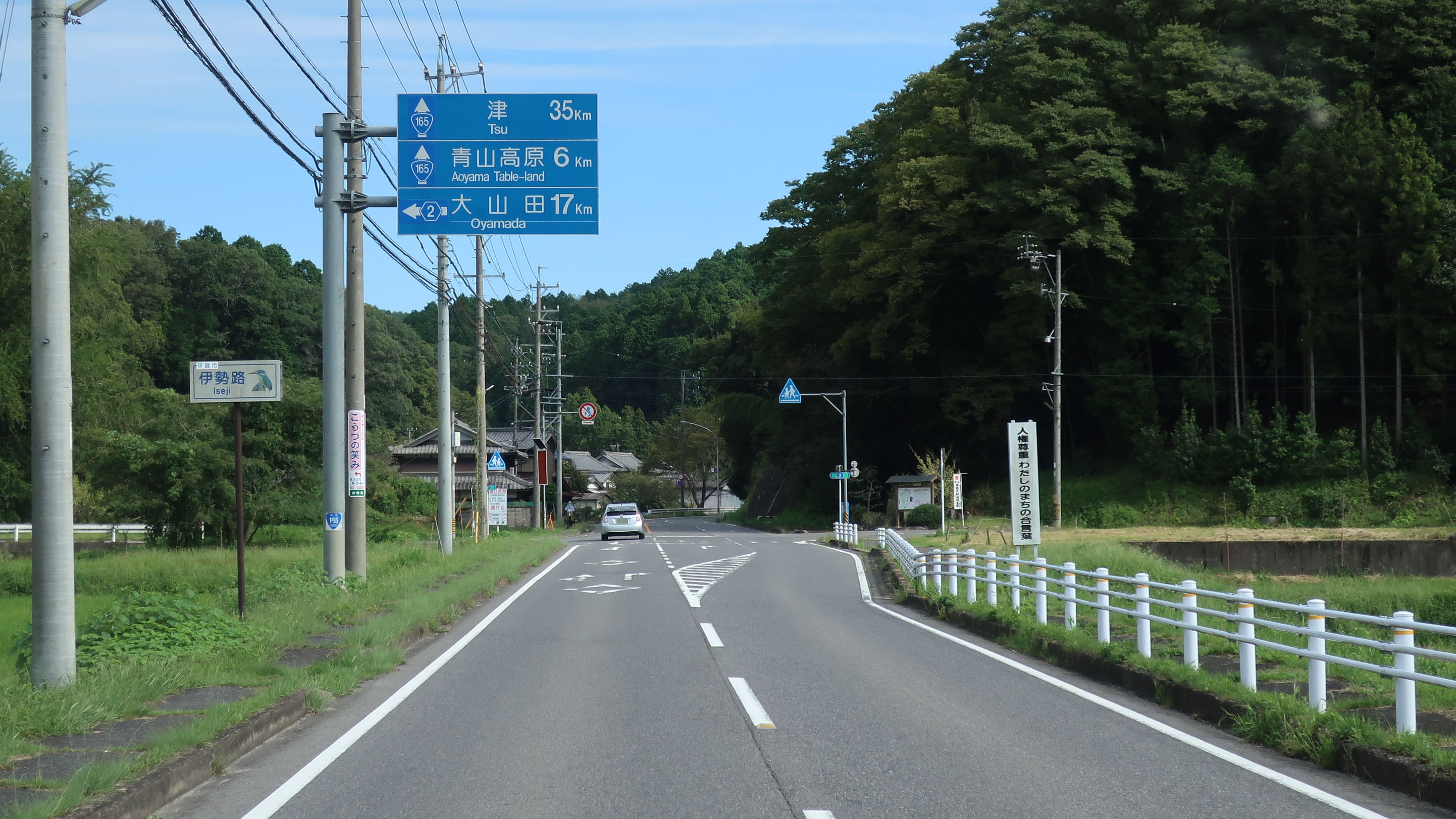
三重県伊賀市伊勢路